# Rai 5
A Rai 5 (kiejtése: ráj-csinkve) az olasz közszolgálati televízió, a Rai kulturális tematikus televíziós csatornája, amely 2010-ben indult el.

## Története
A csatorna a Rai átalakulásakor, 2010-ben indult, amit eleinte a Rai Storia történelmi tematikájú csatorna kiegészítéseként szántak, azonban mikor 2010. áprilisában kinevezték a leendő csatorna igazgatóját, akkor a kulturális tematika mellett döntöttek. Az Északi Liga párt kérte a csatorna vezetését, hogy a csatorna műsorai a Milánóban levő gyártóbázison készüljenek el és hogy az Expo 2015-nek legyen a hivatalos csatornája. A Rai akkori elnöke Paolo Garimberti kijelentette hogy az Expo 2015-nek szeretnének hivatalos csatornája lenni, de nem kívánnak az észak-olasz tartományok televíziója lenni.
A csatorna 2010. december 7-én élőben közvetítette a Milánói Scalaból Richard Wagner: A Walkür című opera előadását.
2013. augusztus 16-án közvetítette a csatorna először a sienai Palio di Siena nevű középkori sportversenyt.
2013 decemberében a csatorna 3,26%-os aránnyal érte el eddigi legnagyobb nézettségét, a Traviata című opera előadás közvetítésével.

## A csatorna tematikája
A csatorna a kultúrával foglalkozik: opera, tánc és színházi előadások élő közvetítése, dokumentumfilmek, ismeretterjesztő műsorok műsorra tűzése.

## Logók
|                                     |                                                  |                       |                                |
| 2010 november 26 - 2017 április 10. | Rai 5 HD 2016. szeptember 19. - 2017 április 10. | 2017. április 10. óta | Rai 5 HD 2017. április 10. óta |

## Nézettség
A nézettséget az Auditel cég méri, ami a 4 éven idősebb lakosságot veszi alapul.
| Év   | Jan   | Feb   | Már   | Ápr   | Máj   | Jún   | Júl   | Aug   | Szept | Okt   | Nov   | Dec   | Éves átlag |
| ---- | ----- | ----- | ----- | ----- | ----- | ----- | ----- | ----- | ----- | ----- | ----- | ----- | ---------- |
| 2010 | -     | -     | -     | -     | -     | -     | -     | -     | -     | -     | -     | 0,18% | 0,01%      |
| 2011 | 0,17% | 0,14% | 0,15% | 0,14% | 0,14% | 0,23% | 0,26% | 0,29% | 0,23% | 0,18% | 0,20% | 0,31% | 0,20%      |
| 2012 | 0,24% | 0,23% | 0,20% | 0,26% | 0,23% | 0,29% | 0,36% | 0,36% | 0,41% | 0,30% | 0,30% | 0,35% | 0,29%      |
| 2013 | 0,35% | 0,29% | 0,26% | 0,32% | 0,32% | 0,38% | 0,36% | 0,39% | 0,36% | 0,33% | 0,29% | 0,31% | 0,33%      |
| 2014 | 0,28% | 0,22% | 0,20% | 0,22% | 0,23% | 0,26% | 0,29% | 0,34% | 0,29% | 0,25% | 0,28% | 0,38% | 0,27%      |
| 2015 | 0,30% | 0,25% | 0,28% | 0,30% | 0,28% | 0,30% | 0,30% | 0,37% | 0,22% | 0,22% | 0,24% | 0,30% | 0,28%      |
| 2016 | 0,27% | 0,27% | 0,29% | 0,28% | 0,31% | 0,36% | 0,39% | 0,42% | 0,41% | 0,39% | 0,38% | 0,37% | 0,34%      |
| 2017 | 0,37% | 0,36% | 0,41% | 0,39% | 0,42% | 0,42% | 0,45% | 0,54% | 0,40% | 0,45% | 0,39% | 0,40% | 0,42%      |
| 2018 | 0,44% | 0,37% | 0,36% | 0,37% |       |       |       |       |       |       |       |       |            |